# گری ویلیامز (بازیکن فوتبال، زاده ۱۹۶۳)
گری ویلیامز (انگلیسی: Gary Williams؛ زادهٔ ۸ ژوئن ۱۹۶۳) بازیکن فوتبال اهل بریتانیا است.
از باشگاه‌هایی که در آن بازی کرده‌است می‌توان به باشگاه فوتبال بریستول سیتی، باشگاه فوتبال سوانزی سیتی، و باشگاه فوتبال اولدهام اتلتیک اشاره کرد.